# Балакірево
Балакірево (рос. Балакирево) — смт у Александровському районі Владимирської області Російської Федерації.
Входить до складу муніципального утворення селище Балакірево. Населення становить 9488 осіб (2018).

## Історія
Населений пункт розташований на землях фіно-угорського народу мещери.
Від 10 квітня 1929 року належить до Александровського району. Спочатку у складі Івановської промислової області, а від 1944 року — Владимирської області.
Згідно із законом від 16 травня 2005 року входить до складу муніципального утворення посёлок Балакирево.

## Населення
| 1859    | 1905    | 1926    | 1979  | 1989  | 2002  | 2009  |
| ------- | ------- | ------- | ----- | ----- | ----- | ----- |
| 17      | ↗40     | ↗56     | ↗4167 | ↗9470 | ↘9141 | ↗9369 |
| 2010    | 2011    | 2012    | 2013  | 2014  | 2015  | 2016  |
| ↗10 076 | ↘10 075 | ↘10 039 | ↘9953 | ↘9880 | ↘9808 | ↘9713 |
| 2017    | 2018    |         |       |       |       |       |
| ↘9631   | ↘9488   |         |       |       |       |       |